# جعل ادبی
جعل ادبی (انگلیسی: Literary forgery) (همچنین فریب ادبی، کلاهبرداری ادبی یا حقه ادبی) نسخه‌ای خطی یا اثری ادبی است که عامدانه به نویسنده‌ای واقعی یا اختراعی نسبت داده می‌شود و همین‌طور می‌تواند شرح حال یا احتمالاً نوشته‌ای غیرداستانی باشد که همراه با فریب،  به صورت واقعی عرضه شود در حالی که در واقع، اطلاعات غیرواقعی یا خیالی به خواننده می‌دهد.

## تاریخ
جعل ادبی ممکن است اثری از نویسنده‌ای مشهور را درگیر کند که نوشته‌هایش ارزش ذاتی و مادی دارند. جاعل اغلب در تلاش برای بهره بردن از این شهرت، مرتکب دو عمل متمایز می‌شود؛ جاعل نوشته‌ای را می‌سازد که سبکی شبیه سبک نویسنده صاحب‌نام دارد و این اثر تقلبی به این نویسنده نسبت داده می‌شود. همین‌طور جاعل ممکن است در علائم و خصوصیات فیزیکی نسخه خطی اصلی تقلب کند. این کار رایج نیست چراکه به تلاش‌های زیاد فنی محتاج است مانند تقلید از جوهر و کاغذ. جاعل سپس ادعا می‌کند که نه فقط سبک و سیاق اثر تقلبی با سبک نویسنده مشهور یکی است بلکه جوهر و کاغذ مورد استفاده نویسنده مشهور نیز همان است. شکل رایج دیگر جعل ادبی ممکن است بر خاصیت بالقوه تاریخی و نوآورانه نویسنده‌ای کشف‌نشده بنا شده باشد.
جعل ادبی تاریخی طولانی دارد. اونوماکریتوس (۵۳۰ تا ۴۸۰ پیش از میلاد) یکی از مشهورترین جاعلان ادبی باستان است. او پیش‌گویی‌هایی ساخت و آن‌ها را به موسائوس نسبت داد.
در سده سوم میلادی، اثری از سپتیموس به عنوان ترجمهٔ لاتین از نوشته یک شاهد عینی جنگ تروآ به نام دیکتیس کرتی ارائه شد. در تقدیم‌نامه، مترجم با این ادعا که متن اصلی یونانی هنگامی به دست آمد که در زمان نرون مقبره دیکتیس در اثر زلزله شکافته شد و روزنامه خاطرات او کشف شد، اعتبار بیشتری به سند داد. سپتیموس سپس ادعا کرد که متن اصلی به فرماندار کرت روتیلیوس روفوس داده شده بوده و او این خاطرات را در طول سفر نرون به یونان در ۶۶ تا ۶۷ میلادی به او داده است. به گفته میریام گریفیث مورخ، این اشکالات و ادعاهای رمانتیک در مورد قدمت یک اثر، در آن دوران نارایج نبوده است.
یکی از طولانی‌ترین و دیرپاترین جعل‌های ادبی به دست سودو دیونیزیوس یک نویسنده آثار عرفانی سوری در سده ۵ و ۶ میلادی انجام شده که طی آن، او کتاب «جسم دیونیزوس» را به یکی از شاگردان پولس به نام دیونیزوس آئروپوگیت نسبت داد که توسط پولس به مسیحیت گروید و در اعمال رسولان به او اشاره شده است. پانصد سال بعد پیر آبلار در مورد نویسنده اظهار شک کرد اما این شک تا زمان رنسانس که توافق عمومی بر نادرستی این نسبت حاصل شد، به یقین مبدل نشد. طی این مداخله ۱۰۰۰ ساله، این نوشته‌ها تأثیرات الهیاتی زیادی برجا گذاشتند.
تامس چترتون (۱۷۷۰-۱۷۵۲) شاعر و نامه‌نویس انگلیسی، جعل ادبی درخشان خودش از نوشته‌های قرون وسطی را از کودکی آغاز کرد. با این‌که جعل‌های او پس از درگذشتش برایش شهرت و تحسین به همراه داشت، از نظر مالی کمکی به او نکرد و او در ۱۷ سالگی، در حالی که بی‌پول، تنها و گرسنه بود، خودکشی کرد.
اینگلیش مرکوری روزنامه‌ای جعلی بود که هنگام کشفش در ۱۷۹۴ ادعا می‌شد اولین روزنامه انگلستان است. این روزنامه گزارشی از نبرد انگلستان با ناوگان اسپانیایی آرمادا (۱۵۸۸) در خود داشت اما در حقیقت توسط فیلیپ یورک، ارل دوم هاردویک و دوستانش به عنوان یک بازی ادبی جعل شده بود.
به نظر شارل نودیه جعل ادبی یک روش خلاقانه بود و در سده ۱۹ میلادی، تحت تأثیر او، نوشته‌های جعلی بسیاری از جمله توسط نویسندگانی چون پروسپر مریمه و پیر لوئی نوشته شدند. 
پروتکل بزرگان صهیون یک سند جعلی ضد یهود بود که اولین بار در روسیه منتشر شد. نسخه مختصر آن در ۱۹۰۳ در اختیار عموم قرار گرفت. نسخه مفصل آن بعدها توسط افسر بازنشسته گارد امپراتوری روسیه جی. وی. بوتمی ویرایش شد. این جعل 
پرده از استثمارگری یهودیان با بیان این‌که آن‌ها در حال تهیه کودتایی علیه مسیحیت هستند تا جهان را تحت کنترل خود درآورند، برمی‌داشت. فیلیپ گریوز روزنامه‌نگار انگلیسی در ۱۹۲۱ این اثر را یک دستبرد فکری خواند. گریوز افشا کرد که شباهت‌های بسیاری میان این اثر و هجونامه سیاسی موریس ژولی با عنوان گفتگوی ماکیاولی و مونتسکیو در دوزخ وجود دارد. این سند جعلی از سوی هنری فورد حمایت و تأیید شده بود و او آن را در روزنامه‌اش «دیربورن ایندیپندنت» منتشر کرد.

## شرح‌حال‌های جعلی
ژانر خودزندگی‌نامه‌های غلط و فریبنده یا شرح‌حال‌های جعلی شاهد افزایش چاپ کتاب‌های مصیبت نگاری است که نویسنده در آن ادعا می‌کند در دوران کودکی‌اش از بیماری، تجاوز و سوءمصرف مواد مخدر رنج برده است.
استفن لانگستریت رمان‌نویس پرکار و عامه‌پسند در میانه سده بیستم میلادی به دست‌نویسی به نام «نل کمبل: زندگی‌اش در آمریکا به عنوان یک زن، به قلم خودش» اشاره کرد و متعاقباً آن را نوشت و ادعا کرد اثر فاحشه‌ای است (۱۹۳۴-۱۸۵۴) که در نیو اورلئان زندگی و کار می‌کرد. علاوه بر این در این اثر از آثار هربرت اشبوری سرقت شده بود.
نمونه تازه‌تر، عشق و عواقبش اثر مارگارت بی. جونز است. داستان نویسنده در مورد دختر جوان و یتیم آمریکایی است که در فرهنگ گنگستری لس آنجلس بزرگ شده و درگیر مواد مخدر، سکس اجباری و اعمال جنایتکارانه بوده است. نویسنده، با نام اصلی مارگارت سلتزر، توسط خواهر بزرگترش به عنوان یک کلاه‌بردار معرفی شد. در واقع، او در یک خانواده از طبقه متوسط و بدون آسیب‌های روحی بزرگ شده بود و از تحصیلات خوبی برخوردار بود (از جمله گذراندن یک دوره نویسندگی خلاق.)
دانی سانتیاگو نویسنده مشهور در سراسر شهر رمانی منتشر کرد که از دریچه چشم جوانی اسپانیایی‌تبار که در لس آنجلس شرقی بزرگ شده بود، روایت می‌شد. رمان در ۱۹۸۴ برنده جایزه روزنتال برای دستاورد ادبی شد گرچه در مورد هویت واقعی دانی سانتیاگو با امتناعش از دادن اطلاعات زندگی‌نامه‌ای به ویراستاران سیمون اند شوستر که می‌خواستند کتاب را برای جایزه پولیتزر نامزد کنند، شک‌هایی برانگیخته شد.  تحقیقات بعدی نشان داد که نویسنده واقعی کتاب دانیل جیمز، یک مرد قفقازی میان‌سال یا مسن است که داستان را از نگاه یک پسر جوان اسپانیایی‌تبار نوشته است. از سوی جامعه ادبی انتقاداتی به او شد او و نویسندگی را برای همیشه رها کرد. 
جیمز فری نویسنده دیگری است که به خاطر جعل خاطراتش ملامت شده است. او کتاب یک میلیون تکه کوچک را به عنوان شرح حال خودش از درگیری با اعتیاد به مواد مخدر و مشاهداتش از سیستم قضایی و ترک اعتیادش منتشر کرد. حقیقت «فرار خیالی» او وقتی روشن شد که خانواده و دوستانش اظهار کردند که او هیچ‌گاه به مواد مخدر اعتیاد نداشته و زندانی نشده است. فری متعاقباً با ۱۰ پرونده دادخواهی سنخی از جمله قصور، تبلیغات غلط و نقض قرارداد مواجه شد. قلب تمام این تعقیب‌ها، اتهام جعل و تقلب ادبی بود.